# Royals de Guelph
Pour les articles homonymes, voir Royals.
Les Royals de Guelph sont une équipe de hockey sur glace de l'Association de Hockey de l'Ontario.

## Saison par Saison
| Saison    | PJ | V  | D  | N | Pts | %Arr  | BP  | BC  | Classement |
| 1960-1961 | 48 | 30 | 9  | 9 | 69  | 0,719 | 255 | 165 | 1er AHO    |
| 1961-1962 | 50 | 18 | 26 | 6 | 42  | 0,420 | 194 | 236 | 5e AHO     |
| 1962-1963 | 50 | 9  | 35 | 6 | 24  | 0,240 | 158 | 257 | 6e AHO     |